# Diagonalisering
I lineær algebra er en matrix {\displaystyle A\in \mathrm {Mat} _{n,n}(\mathbb {F} )} (hvor {\displaystyle \mathrm {Mat} _{n,n}(\mathbb {F} )} er mængden af n×n-matricer over et legeme {\displaystyle \mathbb {F} }) diagonaliserbar, hvis der findes en invertibel matrix {\displaystyle C\in \mathrm {Mat} _{n,n}(\mathbb {F} )} og en diagonalmatrix {\displaystyle D\in \mathrm {Mat} _{n,n}(\mathbb {F} )} således at
{\displaystyle C^{-1}AC=D.}
I dette fald siges {\displaystyle C} at diagonaliserer {\displaystyle A}.
Man kan indse at {\displaystyle A} er diagonaliserbar hvis og kun hvis der findes en basis for {\displaystyle \mathbb {F} ^{n}} som udgøres af egenvektorer for A.